# Сан Дидеро
Сан Дидеро (итал. San Didero) је насеље у Италији у округу Торино, региону Пијемонт.
Према процени из 2011. у насељу је живело 529 становника. Насеље се налази на надморској висини од 438 м.

## Становништво
Према резултатима пописа становништва 2011. у општини је живело 566 становника.
| 1931. | 1936. | 1951. | 1961. | 1971. | 1981. | 1991. | 2001. | 2011. |
| ----- | ----- | ----- | ----- | ----- | ----- | ----- | ----- | ----- |
| 452   | 429   | 463   | 402   | 406   | 349   | 352   | 430   | 566   |